# Капеле на Бајском гробљу у Суботици
Капеле на Бајском гробљу у Суботици су подигнуте у периоду од 1879. до 1913. године и представљају непокретно културно добро као споменик културе.
Заштитом и давањем статуса споменика културе обухваћено је десет капела најпознатијих фамилија са краја 19. и почетка 20. века у Суботици:
- Капела Балог
- Капела Вуковић Мартон (данас Фекир капела)
- Лихтнекерт капела
- Капела Деак
- Свештеничка капела (Кертес)
- Дулић Капела
- Пеић капела
- Алмаши-Антуновић капела
- Војнић капела
- Капела Вереш-Маћаш

## Капела Балог
Зграда капеле је подигнута 1903. године у стилу електике, четвороугаоне основе, са четири торњића и шестоугаоном ребрастом централном куполом прекривеном лимом. Фасаде су обложене клинкер опеком жуто - црвено које се смењују у декоративно наизменичном низу. Тимпанонска сегментна поља протежу се у базама куполе и торњића квадратне основе. Сокл је обложен каменим блоковима. На врху централне куполе је јабука са крстом са небима, од поцинкованог лима, док се на централним завршецима бочних торњића налазе декоративни метални шиљци.

## Капела Вуковић Мартон
Капела је подигнута 1901. године, по оригиналном сачуваном пројекту архитекте Гезе Коцке. Подигнута је у неоренесансном стилу са наглашеним елементима сецесије. Четвороугаоне је основе, засведена шестоугаоном куполом, зидана клинкер опеком са наглашеним ризалитима и на базу постављених контрафора сецесијских профила од вештачког камена.

## Лихтнекерт капела
Подигнута је 1913. године у неоготском стилу са елементима неоренесансе, а документациони подаци упућују на архитекту Титуса Мачковића. Осмоугаоне је основе, са фасадама обложеним црвеном клинкер опеком као контрафори. У кровној конструкцији јављају се тимпанонска поља од којих полазе двосливни кровови који се сучељавају у централном делу грађевине. Кровни покривач је од лима.

## Капела Деак
Капела је подигнута 1911. године, готово идентична са капелом Вуковић -Мартон по стилском и конструктивном решењу. Четвороугаоне основе, наткривена шестоугаоном куполом обложеном лимом. Зидно платно обложено је жутом клинкер опеком и разуђеном клинкер опеком. Улазни портал сачињен је у комбинацији дрвета и кованог гвожђа, као и прозорски отвори.

## Свештеничка капела (Кертес)
Капела је подигнута 1901. године у стилу сецесије са примесама оријенталног стила. Првобитни власник је био Нандор Кертес, а средином прошлог века је постала свештеничка капела. Квадратне је основе са куполом од осам режњева обложеном куцаним лимом са мотивом рибље крљушти, а зидови се завршавају таласоидним профилисаним венцем.

## Дулић Капела
Подидгнута је 1906. године у неоготском стилу, квадратне основе са наглашеним вертикалама карактеристичним за готику. Озидана је клинкер опеком, а сокл је од црвеног камена. Кровна конструкција је решена укрштањем двосливних кровова, над којим се уздиже купола. Портал и прозорски отвори рађени су профилисаном клинкер опеком и завршавају се готским луком. Над сваким отвором и у лунети портала постављена је камена розета.

## Пеић капела
Подигнута је 1903. године у неоготском стилу по пројекту Гезе Коцке. Капела је и данас у функцији, наиме у њој се врше погребни обреди у конфесионалном делу Бајског гробља. Капела је у основи крстообразна са централним звоником над прочеоним делом, покривеним декоративним касетама од лима. У унутрашњости капеле очуван је првобитни дрвени неоготски олтар.

## Алмаши-Антуновић капела
Капела је подигнута 1879. године, квадратне основе, грађена по пројекту Титуса Мачковића. У унутрашњости капеле налазе се две мермерне плоче са породичним грбом и са најранијим записом из 1877. године.

## Војнић капела
Капелу је пројектовао Титус Мачковић 1879. године. Првобитно је грађена у неоготском стилу, а тридесетих година прошлог века је променила изглед, и сада је без два централна торња и бочних торњића. Обрађена је малтером, лишена неоготске декорације, али су основне контуре укључујући и отворе задржане.

## Капела Вереш-Маћаш
Капела је подигнута 1928. године по пројекту Иштвана Вација у неороманичком стилу. У основи је једнобродна са трансептом у две истурене апсиде. Зидно платно је изведено у малтеру са базом од камених блокова и декоративним пиластрима уз централни портал и прозорске отворе на апсидама који су решени у романском стилу. Над централним порталом постављен је осмоугаони звоник са аркадним отворима, прекривен бакарним лимом, као о кров брода капеле.